# Three (album des Sugababes)
Pour les articles homonymes, voir Three.
Albums de Sugababes
Angels with Dirty Faces Taller In More Ways
Three est le titre du troisième album du groupe pop Sugababes sorti en 2003. Le premier single, Hole In The Head, se classe directement numéro 1[réf. nécessaire]. S'ensuivent les singles Too Lost in You, In The Middle et Caught In A Moment.

## Liste des titres
1. Hole In The Head (3:38)
2. Whatever Makes You Happy (3:16)
3. Caught In A Moment (4:25)
4. Situation's Heavy (4:11)
5. Million Different Ways (4:30)
6. Twisted [UK Bonus] (3:04)
7. We Could Have It All (3:38)
8. Conversation's Over (4:06)
9. In The Middle (3:59)
10. Too Lost in You (3:59)
11. Nasty Ghetto (4:17)
12. Buster [UK Bonus] (4:23)
13. Sometimes (4:35)
14. Maya (4:43)